# Singles número um na Streaming Songs em 2013

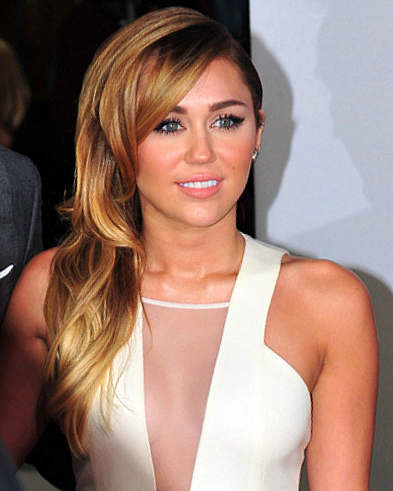
Miley Cyrus teve o maior tempo de permanência na liderança da parada com vinte e duas semanas equivalentes as onze individuais de "We Can't Stop" e "Wrecking Ball".

Este anexo lista os singles que alcançaram a primeira posição na Streaming Songs no ano de 2013. A tabela é publicada semanalmente pela revista Billboard e seus dados recolhidos pela Nielsen Broadcast Data Systems, baseando-se na popularidade das canções nos principais serviços de fluxo de mídia na Internet, isto é, o número de execuções nas mais importantes estações de rádios online e plataformas de áudio e vídeo sob demanda.
Durante o primeiro ano de existência da tabela, um total de nove canções e oito atos ficaram na liderança em suas quarenta e oito edições. Com mais de 1 milhão e 45 mil streams averiguados, "Thrift Shop", da dupla Macklemore & Ryan Lewis com a participação de Wanz, foi o primeiro tema a ocupar o topo da lista, em 26 de janeiro, onde esteve por sete semanas interruptas. A cantora Miley Cyrus perdurou no cume da parada por vinte e duas publicações não consecutivas com seus singles "We Can't Stop" e "Wrecking Ball", com onze cada, sendo assim a mais duradoura estadia do ano para um artista e para uma música. Além de Cyrus, o sul-coreano Psy foi o único e o primeiro a assumir o primeiro lugar com mais de um trabalho em 2013: "Gentleman" e "Gangnam Style" ocorreram de situarem-se no auge da classificação por devidamente duas e seis tiragens.
Após a inclusão das visualizações de vídeos da plataforma YouTube no painel de avaliação da revista, em fevereiro, o viral "Harlem Shake" do disc jockey (DJ) Baauer foi a faixa com o maior registro de audiência semanal, enumerando 103 milhões de streams em sua edição de estreia, sendo a primeira na história do periódico e a única do ano a ultrapassar a marca dos cem milhões. Embora Cyrus e seus temas tenham tido o maior tempo de permanência na liderança em 2013, foram Baauer e sua música supracitada que nas contagens totais foram devidamente avaliados como o artista e a obra mais bem sucedidos do ano. Outros atos que alvejaram o valor mais alto da compilação em 2013 foram a dupla de comediantes noruegueses Ylvis com "The Fox" por duas semanas não consecutivas e as cantoras estadunidenses Katy Perry e Lady Gaga com "Roar" e "Dope", respectivamente, por uma única edição. De todos os nove número um do ano, cinco conseguiram superar a marca de dez milhões de execuções, sendo eles: o supramencionado "Harlem Shake", "Gentleman" de Psy, "We Can't Stop" e "Wrecking Ball" de Miley Cyrus, "Roar" de Katy Perry e "The Fox" de Ylvis.

## Histórico

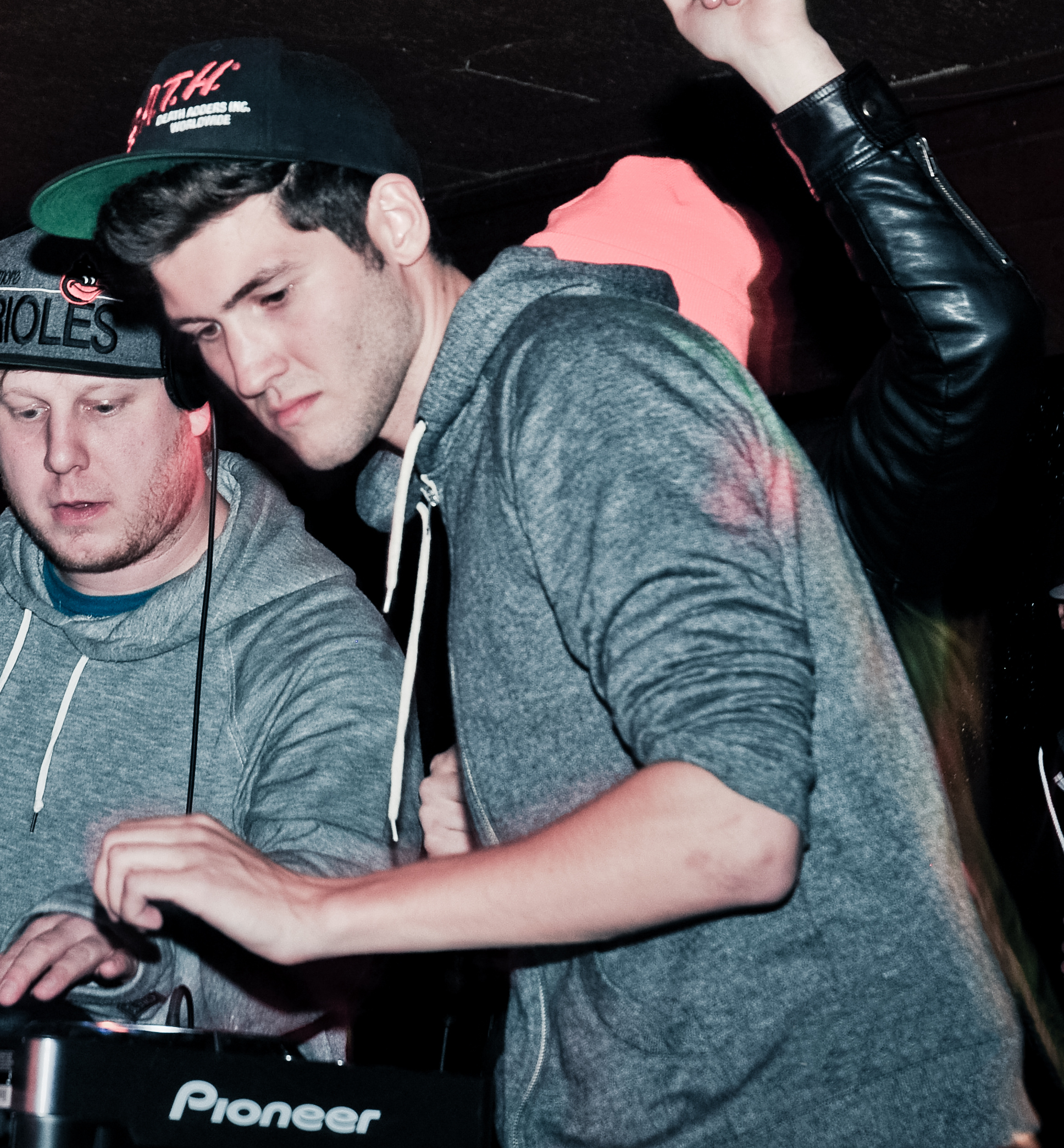
"Harlem Shake" de Baauer (à direita) calculou a maior audiência semanal para uma música em 2013, com 103 milhões de streams. E ao final do ano, tanto o artista quanto o single foram considerados como os mais bem sucedidos de 2013 na tabela.

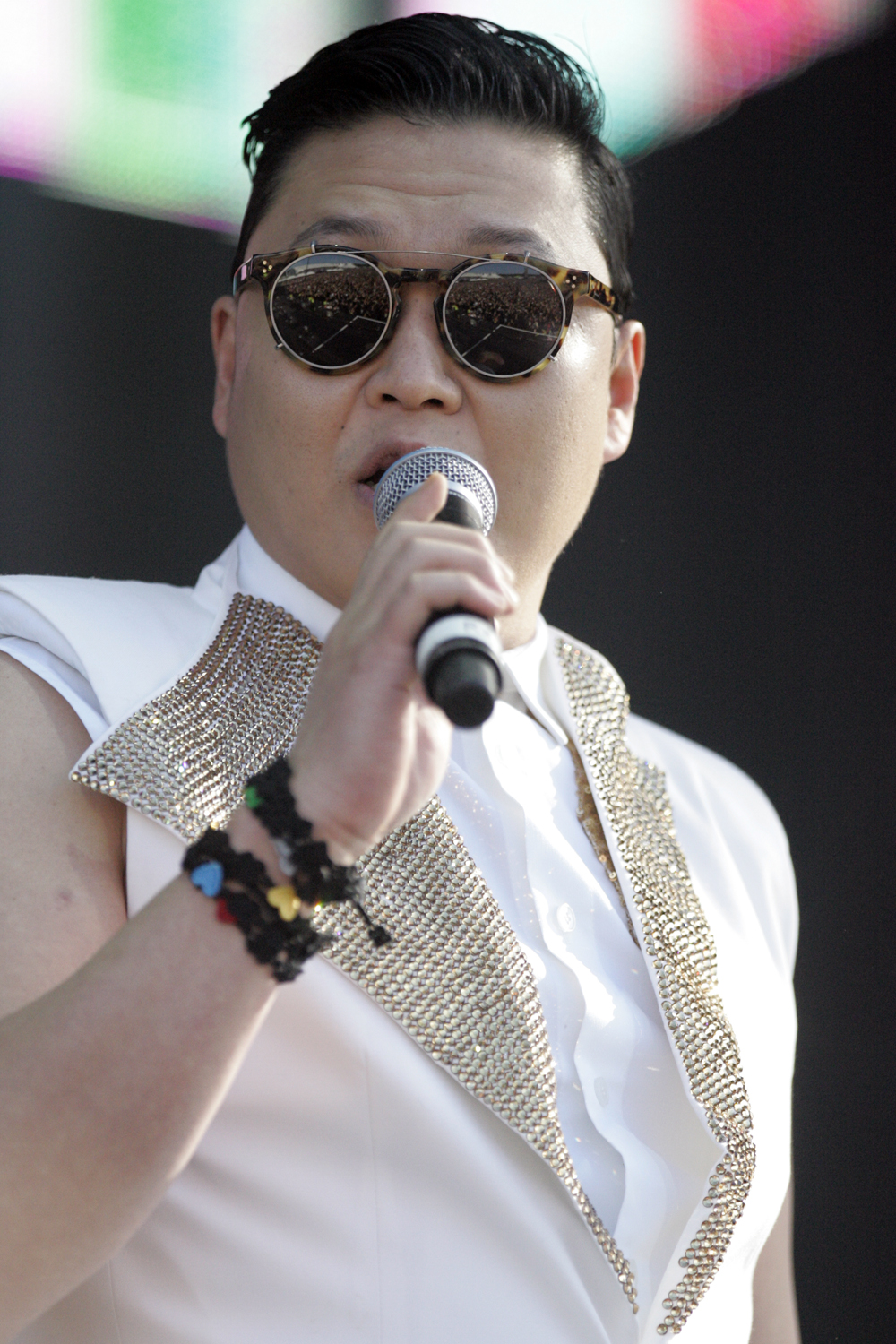
O cantor Psy conseguiu liderar o periódico com mais de uma canção – "Gentleman" e "Gangnam Style" –, sendo o primeiro a realizar esta façanha na história da tabela.

| Data            | Canção          | Artista                          | Audiência em streams | Referências |
| --------------- | --------------- | -------------------------------- | -------------------- | ----------- |
| 26 de janeiro   | "Thrift Shop"   | Macklemore & Ryan Lewis com Wanz | 1 milhão e 45 mil    | [ 1 ]       |
| 2 de fevereiro  | "Thrift Shop"   | Macklemore & Ryan Lewis com Wanz | 1 milhão e 68 mil    | [ 16 ]      |
| 9 de fevereiro  | "Thrift Shop"   | Macklemore & Ryan Lewis com Wanz | 1 milhão e 86 mil    | [ 17 ]      |
| 16 de fevereiro | "Thrift Shop"   | Macklemore & Ryan Lewis com Wanz | 2 milhões            | [ 18 ]      |
| 23 de fevereiro | "Thrift Shop"   | Macklemore & Ryan Lewis com Wanz | 2 milhões e 100 mil  | [ 19 ]      |
| 2 de março      | "Harlem Shake"  | Baauer                           | 103 milhões          | [ 7 ]       |
| 9 de março      | "Harlem Shake"  | Baauer                           | 98 milhões           | [ 20 ]      |
| 16 de março     | "Harlem Shake"  | Baauer                           | 54 milhões           | [ 21 ]      |
| 23 de março     | "Harlem Shake"  | Baauer                           | 48 milhões           | [ 22 ]      |
| 30 de março     | "Harlem Shake"  | Baauer                           | 28 milhões           | [ 23 ]      |
| 6 de abril      | "Harlem Shake"  | Baauer                           | 20 milhões           | [ 24 ]      |
| 13 de abril     | "Harlem Shake"  | Baauer                           | 14 milhões           | [ 25 ]      |
| 20 de abril     | "Harlem Shake"  | Baauer                           | 9 milhões e 700 mil  | [ 26 ]      |
| 27 de abril     | "Gentleman"     | Psy                              | 8 milhões e 600 mil  | [ 5 ]       |
| 4 de maio       | "Gentleman"     | Psy                              | 13 milhões e 900 mil | [ 13 ]      |
| 11 de maio      | "Thrift Shop"   | Macklemore & Ryan Lewis com Wanz | N/A                  | [ 27 ]      |
| 18 de maio      | "Thrift Shop"   | Macklemore & Ryan Lewis com Wanz | N/A                  | [ 3 ]       |
| 25 de maio      | "Gangnam Style" | Psy                              | N/A                  | [ 28 ]      |
| 1º de junho     | "Gangnam Style" | Psy                              | N/A                  | [ 29 ]      |
| 8 de junho      | "Gangnam Style" | Psy                              | N/A                  | [ 30 ]      |
| 15 de junho     | "Gangnam Style" | Psy                              | N/A                  | [ 31 ]      |
| 22 de junho     | "Gangnam Style" | Psy                              | N/A                  | [ 32 ]      |
| 29 de junho     | "Gangnam Style" | Psy                              | N/A                  | [ 6 ]       |
| 6 de julho      | "We Can't Stop" | Miley Cyrus                      | 9 milhões e 600 mil  | [ 33 ]      |
| 13 de julho     | "We Can't Stop" | Miley Cyrus                      | 8 milhões            | [ 34 ]      |
| 20 de julho     | "We Can't Stop" | Miley Cyrus                      | 7 milhões e 800 mil  | [ 35 ]      |
| 27 de julho     | "We Can't Stop" | Miley Cyrus                      | 7 milhões e 400 mil  | [ 36 ]      |
| 3 de agosto     | "We Can't Stop" | Miley Cyrus                      | 10 milhões e 100 mil | [ 14 ]      |
| 10 de agosto    | "We Can't Stop" | Miley Cyrus                      | 8 milhões e 900 mil  | [ 37 ]      |
| 17 de agosto    | "We Can't Stop" | Miley Cyrus                      | 8 milhões e 280 mil  | [ 38 ]      |
| 24 de agosto    | "We Can't Stop" | Miley Cyrus                      | 7 milhões e 700 mil  | [ 39 ]      |
| 31 de agosto    | "We Can't Stop" | Miley Cyrus                      | 6 milhões e 900 mil  | [ 40 ]      |
| 7 de setembro   | "We Can't Stop" | Miley Cyrus                      | 6 milhões e 400 mil  | [ 41 ]      |
| 14 de setembro  | "We Can't Stop" | Miley Cyrus                      | 8 milhões e 100 mil  | [ 4 ]       |
| 21 de setembro  | "Roar"          | Katy Perry                       | 12 milhões           | [ 11 ]      |
| 28 de setembro  | "Wrecking Ball" | Miley Cyrus                      | 36 milhões e 500 mil | [ 15 ]      |
| 5 de outubro    | "Wrecking Ball" | Miley Cyrus                      | 14 milhões e 300 mil | [ 42 ]      |
| 12 de outubro   | "Wrecking Ball" | Miley Cyrus                      | 11 milhões e 800 mil | [ 43 ]      |
| 19 de outubro   | "The Fox"       | Ylvis                            | 12 milhões e 300 mil | [ 44 ]      |
| 26 de outubro   | "Wrecking Ball" | Miley Cyrus                      | 13 milhões           | [ 45 ]      |
| 2 de novembro   | "The Fox"       | Ylvis                            | 10 milhões e 900 mil | [ 10 ]      |
| 9 de novembro   | "Wrecking Ball" | Miley Cyrus                      | 8 milhões e 900 mil  | [ 46 ]      |
| 16 de novembro  | "Wrecking Ball" | Miley Cyrus                      | 8 milhões e 600 mil  | [ 47 ]      |
| 23 de novembro  | "Dope"          | Lady Gaga                        | 8 milhões e 200 mil  | [ 12 ]      |
| 30 de novembro  | "Wrecking Ball" | Miley Cyrus                      | 8 milhões e 700 mil  | [ 48 ]      |
| 7 de dezembro   | "Wrecking Ball" | Miley Cyrus                      | 7 milhões e 800 mil  | [ 49 ]      |
| 14 de dezembro  | "Wrecking Ball" | Miley Cyrus                      | 18 milhões e 600 mil | [ 50 ]      |
| 21 de dezembro  | "Wrecking Ball" | Miley Cyrus                      | 8 milhões            | [ 51 ]      |
| 28 de dezembro  | "Wrecking Ball" | Miley Cyrus                      | N/A                  | [ 52 ]      |